# Urgleptes fasciatus
Urgleptes fasciatus là một loài bọ cánh cứng trong họ Cerambycidae.